# O'Hara, Squatter and Philosopher
O'Hara, Squatter and Philosopher è un cortometraggio muto del 1912 diretto e interpretato da Van Dyke Brooke.

## Produzione
Il film fu prodotto dalla Vitagraph Company of America.

## Distribuzione
Distribuito dalla General Film Company, il film - un cortometraggio in una bobina - uscì nelle sale cinematografiche statunitensi il 30 novembre 1912 mentre, nel Regno Unito, fu distribuito il 13 marzo 1913.